# Lacerta dugesii
Lacerta dugesii là một loài thằn lằn trong họ Lacertidae. Loài này được Milne-Edwards mô tả khoa học đầu tiên năm 1829.

## Hình ảnh

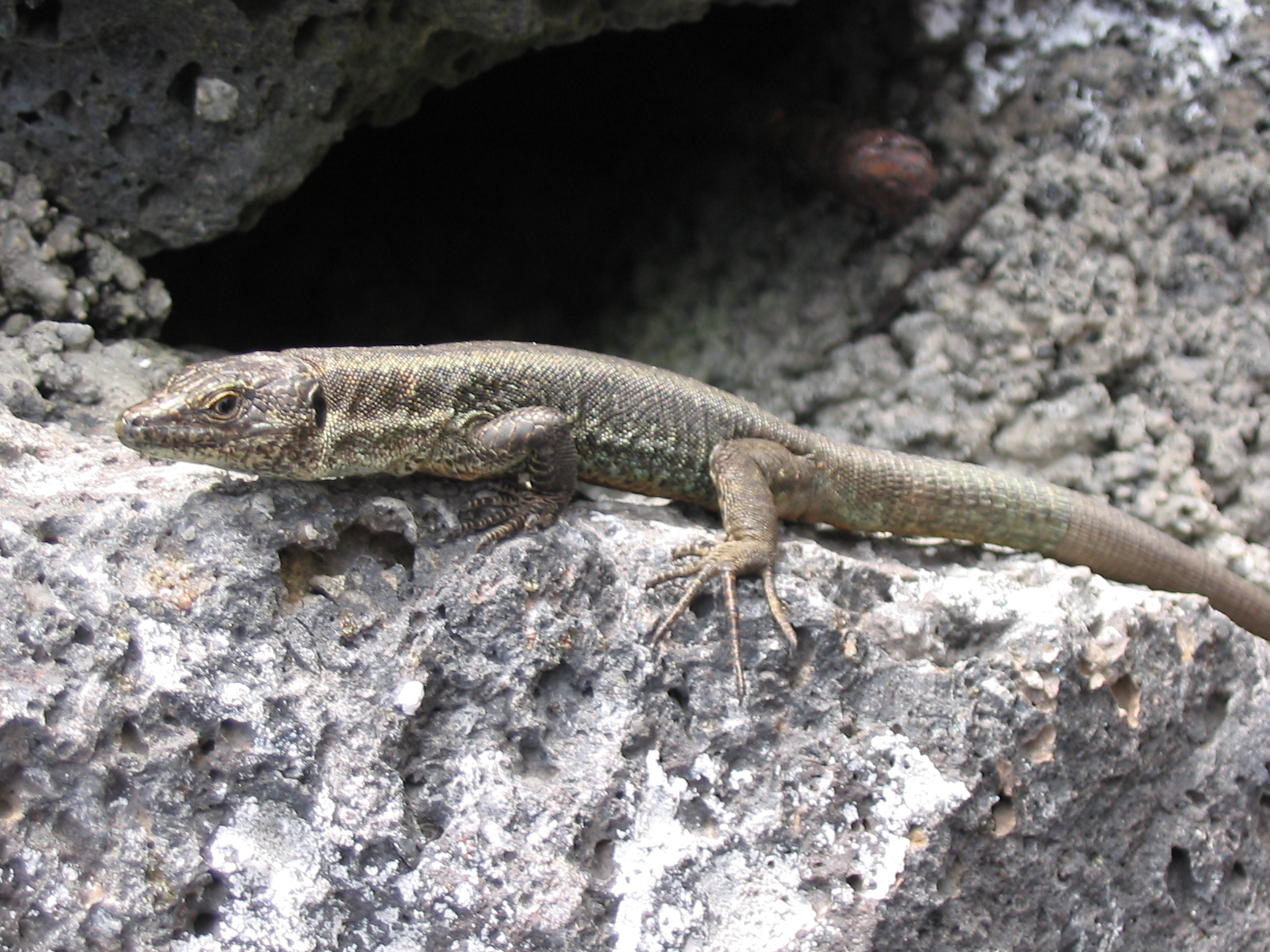
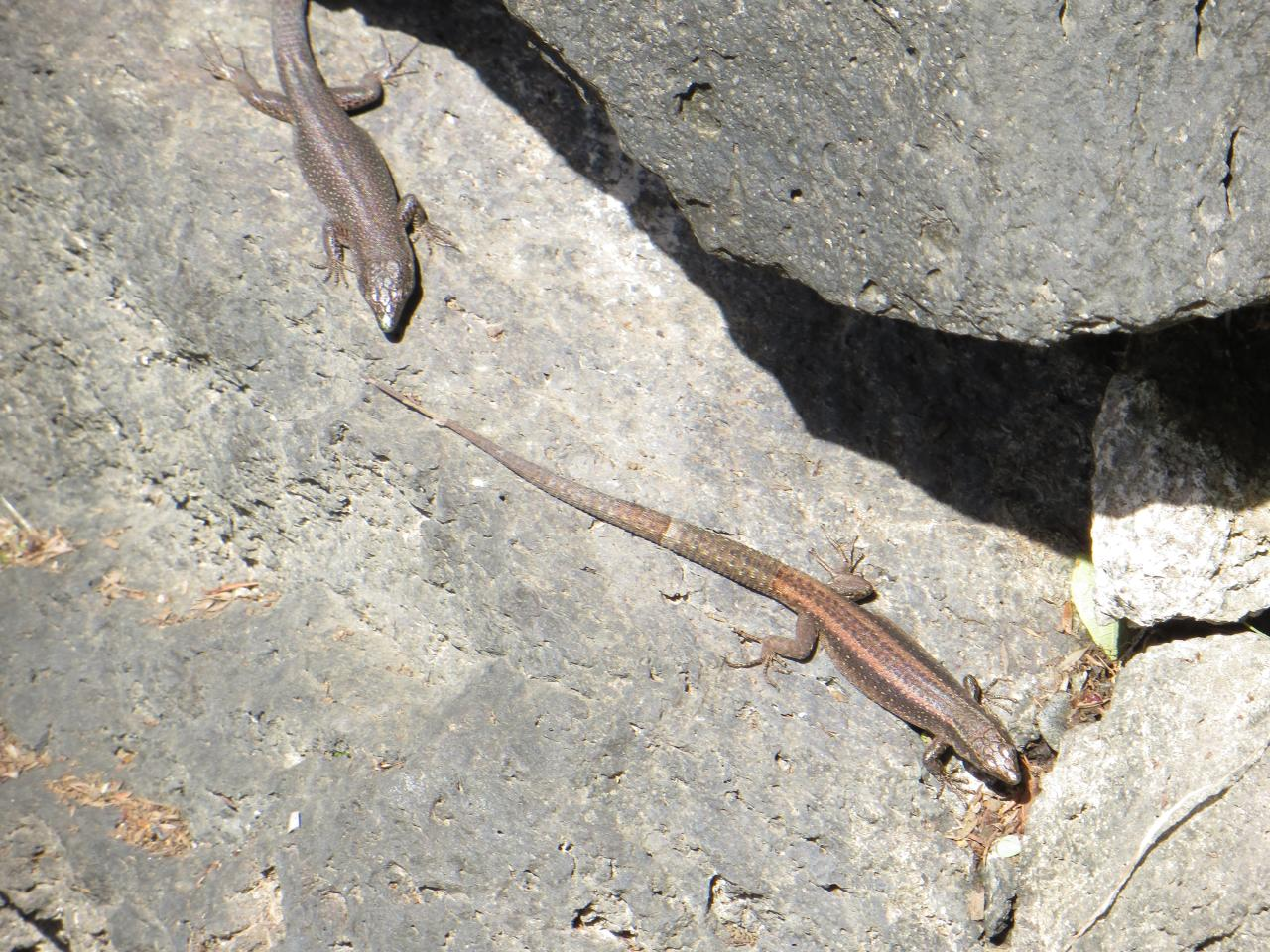
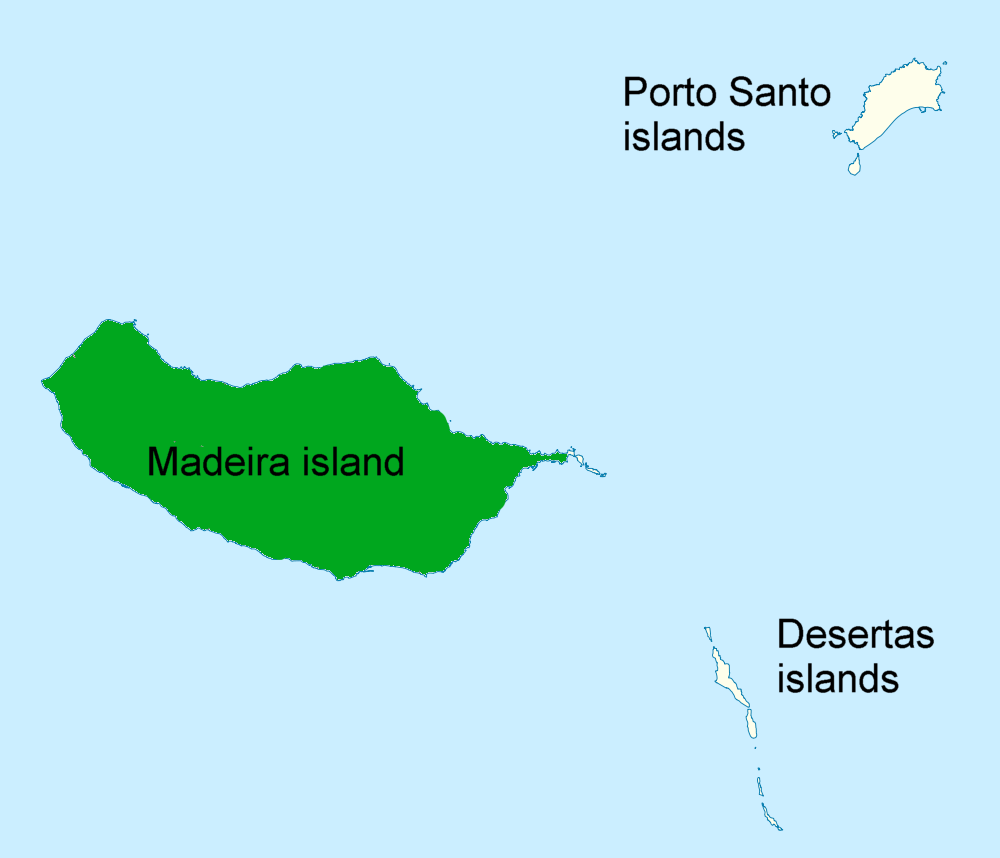
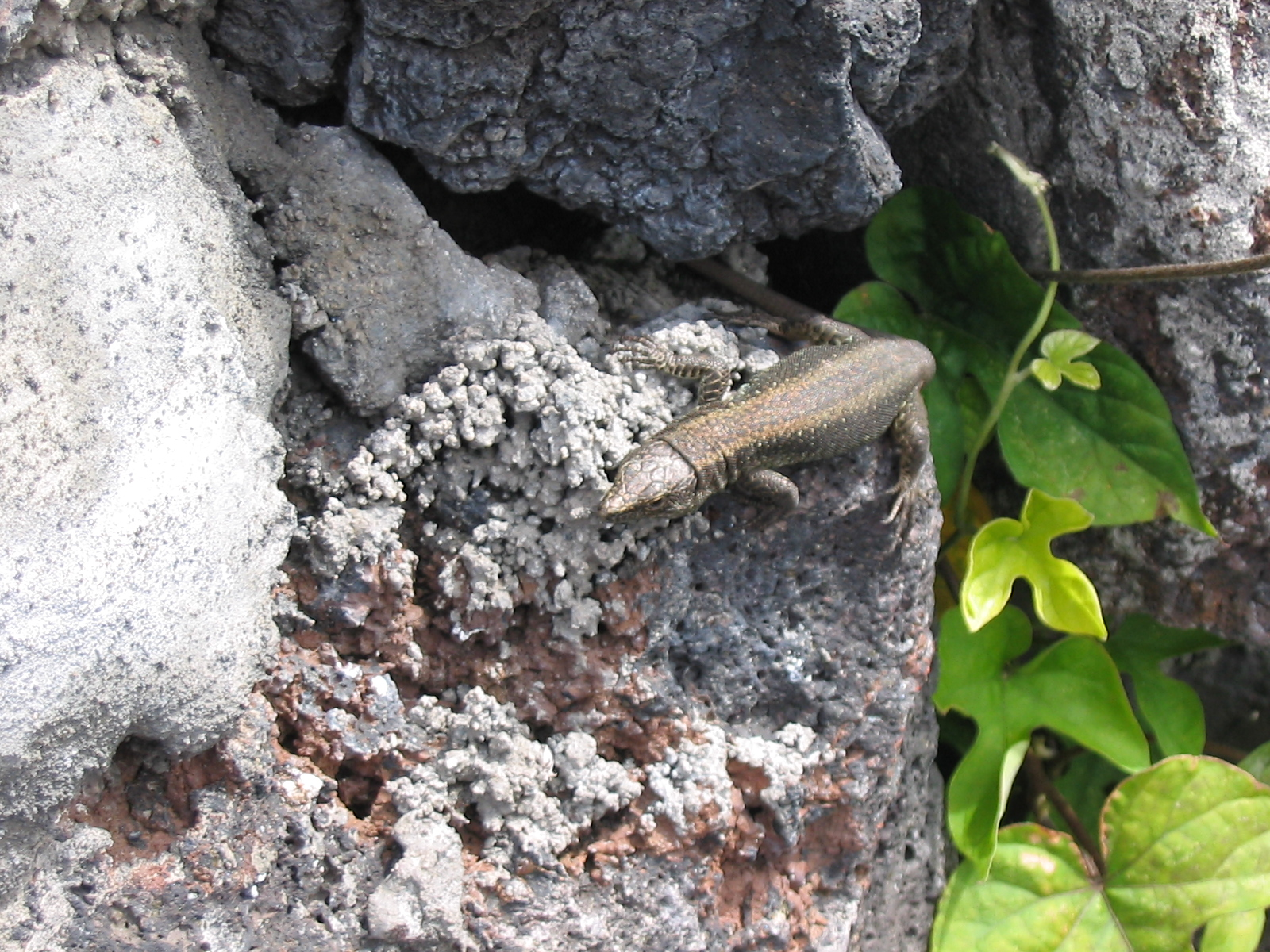
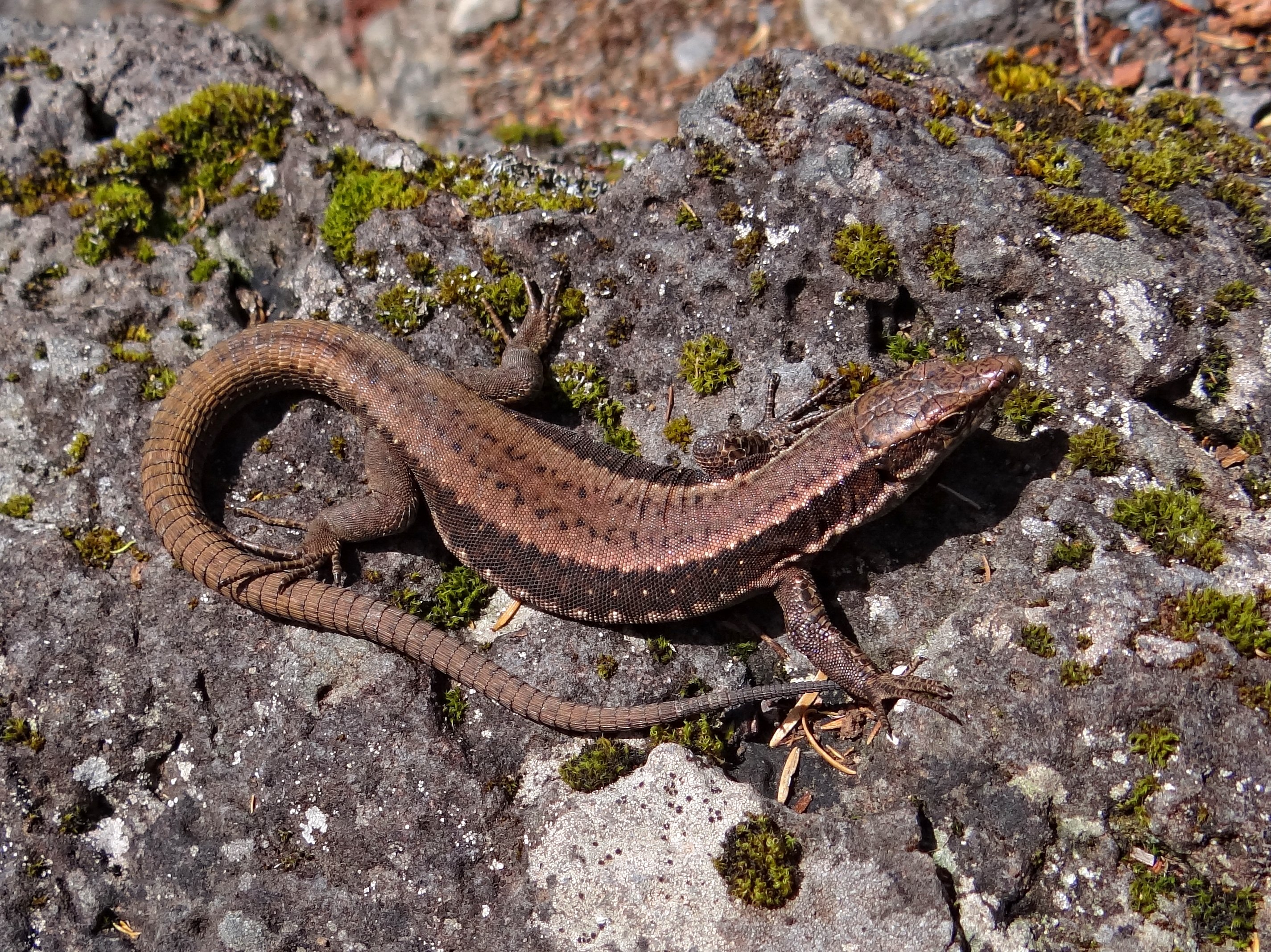
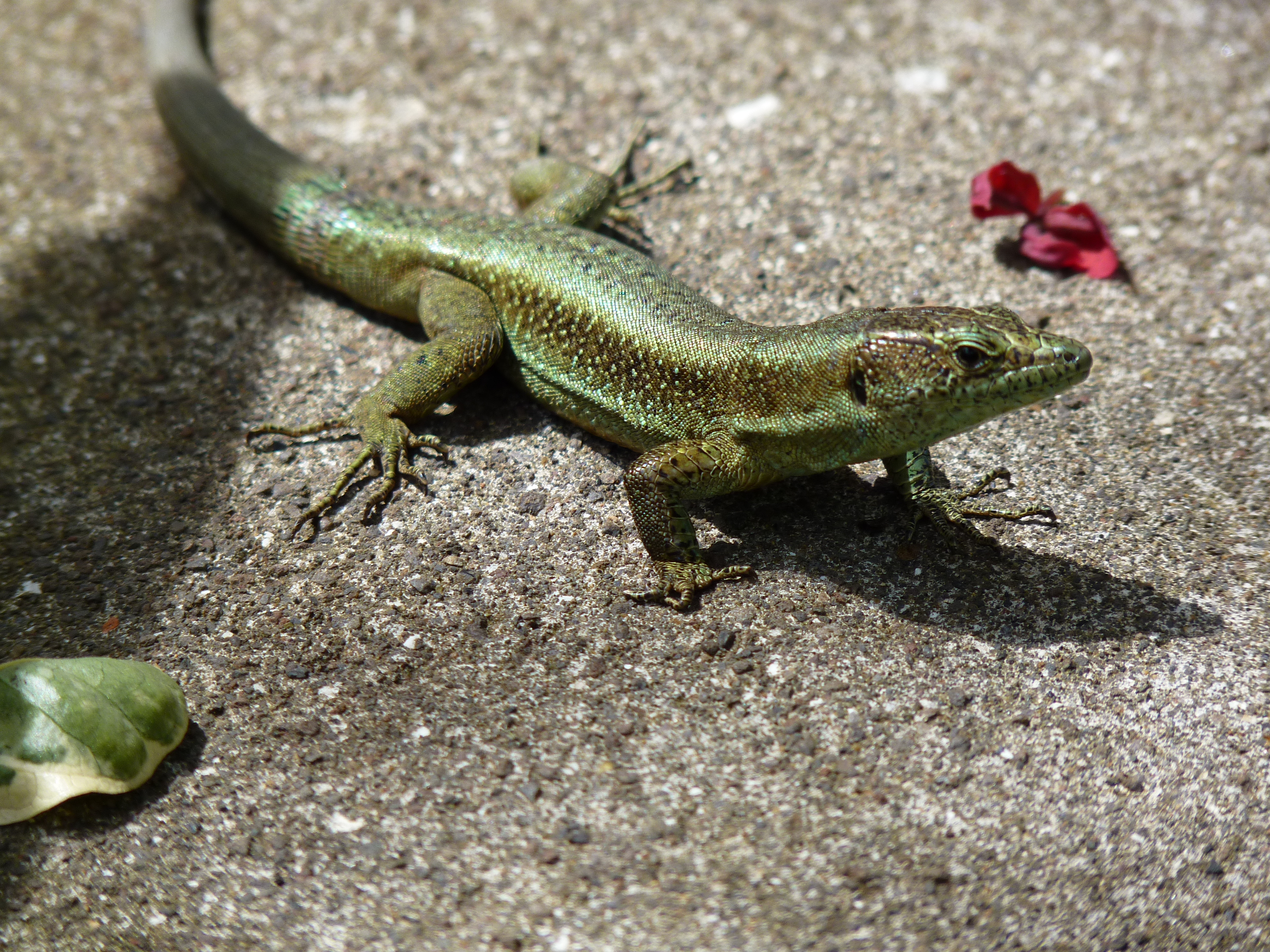